# Поморавски партизански одред
Поморавски народноослободилачки партизански (НОП) одред је био партизанска јединица у саставу Народноослободилачке војске и партизанских одреда Југославије током Другог светског рата у Србији. Први командант одреда је био Љубиша Урошевић, а политички комесар Бошко Ђуричић.

## Историјат
Формиран је 23. јула 1941. на Ђурђевом брду, близу Јагодине. У Одред су ушле Беличка (23. јула), Параћинско-ћуприиска (30. јула), Левачка (8. августа) и Темнићка чета (1. октобра); дејствовао је по четама, на просторији Рековац, Варварин, Јагодина. Почетком октобра имао је око 500 бораца. Група бораца из Одреда ноћу 18/19. јула спалила је хангар и 5 авиона на аеродрому код Јагодине. У селу Драгошевцу код Јагодине Одред је напао и разоружао посаду жандармеријске станице и запалио општинску архиву 30. јула. У августу 1941. чете Одред извршиле су више диверзантских акција на комуникацијама у долини Велике Мораве и железничким станицама (Ланиште, Равна Река, мост код Сењског рудника и на реци Црници и др.), разоружавале жандармеријске станице, уништавале општинске архиве; нападима на Сењски рудник 8. августа и рудник Сисевац 10. августа, поновно у Сењском руднику и Равној Реци 30. августа, Параћинска-ћупријска чета знатно је отежала експлоатацију угља из Сењских рудника. Значајније акције Одреда биле су и напад Беличке чете на колону немачких камиона код Липара 8. септембра (уништен камион и убијено 28 Немаца); разоружање жандарма у Варварину 8. септембра (заплењено 60 пушака); напад Левачке чете на Трстеник 19. септембра (разоружано 45 жандарма, полицајаца и финанса) и борбе са четницима у Белушићу, код Превешта и на Риљцу почетком октобра и др. Активношћу Одреда окупаторска и квислиншка власт биле су у септембру на подручју Белице и Левча највећим делом уништене. На том подручју Одред је створио слободну територију. Покушај Немаца, октобра 1941, да Одред набаце на планину Јухор, окруже и униште, није успео, пошто се Одред повукао на Гледићке планине. У првој непријатељској офанзиви главнина Одреда водила је борбе против Немаца и квислинга на подручју Рудника, а Параћинско-ћупријска чета упућена је преко Јухора и Велике Мораве у параћински срез, али је на путу у борбама разбијена на три групе (једна се повукла с Озренским НОПО, једна се прикључила Ресавској чети 2. шумадијског НОПО, а једна је на Јухору претрпела тешке губитке); два вода Беличке чете су у покрету у белички срез делом уништена, а делом разбијена. Почетком децембра главнина Беличке, Левачка и Темничка чета су се, после тешких борби и претрпљених губитака октобра и новембра, повукле с Крагујевачким и деловима Чачанског НОПО преко Кнића, Мрчајеваца, Овчарско-кабларском клисуром, преко Ариља и Златибора у Санџак, где је део Одреда крајем децембра 1941. ушао у састав 1. пролетерске, а део марта 1942. у састав 2. пролетерске бригаде.